# Aena
Aena（Aena S.M.E, S.A.、Aeropuertos Españoles y Navegación Aérea、アエナ）は、スペイン・マドリードに本拠を置く空港運営企業。マドリード証券取引所上場企業（BMAD: AENA）。公共企業体のENAIREが、株式の51％を保有する。

## 沿革
1991年11月、国営のスペイン空港・航空管制公団として設立された。2010年12月、スペイン政府の債務削減策の一環として、Aena Aeropuertos S.A.を設立した上での経営改革が発表され、2014年3月に段階的な株式の売却が決定、2015年2月から、公共企業体ENAIRE傘下の株式公開企業となり、スペインにおけるIPOとしては、2007年のカイシャバンクに次ぐ、過去2番目の初値を記録した。企業名は2014年7月にAena,S.A.に、2017年4月にAena S.M.E,,S.A.に変更されている。
世界最大の利用者数を持つ空港管理会社であり、スペイン国内の46空港と2ヘリポートを運営するほか、グループのGrupo Aeroportuario del Pacíficoを通じてメキシコにおける12空港とジャマイカにおける1空港を、グループ企業を通じコロンビアにおける2空港をそれぞれ運営、また2013年、ロンドン・ルートン空港の株式の過半数を買収した。
売上中、スペイン国内の空港運営事業が6割強のほか、空港内の商業施設による売上が3割弱、海外事業が5％前後、このほか不動産事業などを手がけている。

## 主な運営空港
スペイン

Aenaの管理するスペイン国内の空港

- アドルフォ・スアレス・マドリード＝バラハス空港
- バルセロナ＝エル・プラット空港
- パルマ・デ・マヨルカ空港
- マラガ＝コスタ・デル・ソル空港
- アリカンテ＝エルチェ空港
- グラン・カナリア空港
- テネリフェ・スール空港
- ア・コルーニャ空港
- アルメリア空港
- アストゥリアス空港
- イビサ空港
- グラナダ空港
- サラゴサ空港
- サラマンカ空港
- サン・セバスティアン空港
- サンタンデール空港
- サンティアゴ・デ・コンポステーラ空港
- ジローナ＝コスタ・ブラバ空港
- セビリア空港
- バリャドリッド空港
- バレンシア空港
- パンプローナ空港
- ビトリア空港
- ビルバオ空港
- マドリード＝クアトロ・ビエントス空港
- ムルシア＝サン・ハビエル空港
- ランサローテ空港
- レウス空港

イギリス
- ロンドン・ルートン空港

メキシコ
- ヘネラル・アベラルド・L・ロドリゲス国際空港（ティフアナ）
- ドン・ミゲル・イダルゴ・イ・コスティージャ国際空港（グアダラハラ）
- インテルナシオナル・デ・グアナフアト空港（グアナフアト）
- ロス・カボス国際空港（ロス・カボス）
- ロス・モチス空港（ロスモチス）
- メヒカリ国際空港（メヒカリ）
- フランシスコ・ムヒカ将軍国際空港（モレリア）

ジャマイカ
- サングスター国際空港（モンテゴ・ベイ）

コロンビア
- アルフォンソ・ボニージャ・アラゴン国際空港（サンティアゴ・デ・カリ）
- カルタヘナ空港（カルタヘナ）